# Upper Double Falls
Die Upper Double Falls sind ein Wasserfall im Tawarau Forest des Waitomo District in der Region Waikato auf der Nordinsel Neuseelands. Er liegt gemeinsam mit den Lower Double Falls im Lauf eines namenlosen Bachs, der in westlicher Fließrichtung in den Tawarau River mündet. Seine Fallhöhe beträgt etwa 15 Meter.
Von der Ortschaft Te Anga leitet die Te Anga Road nach 17 km in östlicher Richtung auf die Appletrea Road nach Süden. An deren Ende liegt nach weiteren etwa 6 km ein Wanderparkplatz, von dem aus der Double Falls Track in rund 2 Stunden zu beiden Wasserfällen führt.